# Polimorfismos para la amplificación de regiones blanco
Los Polimorfismos para la amplificación de regiones blanco, más conocidos por su acrónimo inglés TRAP ("Target Region Amplification Polymorphism"), son un tipo de marcador molecular que está basado en la amplificación del ADN genómico mediante la reacción en cadena de la polimerasa.

## Descripción
El ensayo TRAP utiliza dos cebadores de 18 nucleótidos de longitud para generar los marcadores. Uno de los cebadores, denominado «cebador fijo», se diseña sobre una secuencia de ADN blanco o diana. El otro cebador, denominado «cebador arbitrario», es una secuencia arbitraria de ADN con un núcleo rico en AT o GC que se unen prefencialmente a exones o intrones, respectivamente.  La amplificación por PCR se realiza a través de cinco ciclos con una temperatura de hibridación de 35 °C, seguidos por 35 ciclos con una temperatura de hibridación de 50 °C. Para diferentes especies de plantas, cada reacción de PCR puede generar hasta 50 fragmentos fácilmente observables con un tamaño que va desde 50 hasta 900 pares de bases.